# 한상질
한상질(韓尙質, 1350년 ~ 1400년 1월 10일 또는 1410년)은 고려 말·조선 전기의 문신으로, 1392년 7월 조선이 건국되자 예문관학사로서 주문사(奏聞使)가 되어 명나라에 가서 국호를 조선으로 결정받고 돌아왔다. 이후 경상도관찰사를 거쳐 예문관대학사(藝文館大學士)를 지냈다.
본관 청주(淸州). 자는 중질(仲質), 처음 이름은 선복(善福)이고, 호 죽소(竹所). 시호 문렬(文烈)이다.
- 한수(韓脩)의 아들이고 그의 손자가 한명회(韓明澮)이다. 1380년(우왕 6년) 문과에 급제, 정당문학(政堂文學)이 되고, 1374년(공민왕 23년) 대군시학(大君侍學)을 거쳐 공양왕 때 형조판서·우상시(右常侍)·예문관제학(藝文館提學) 등을 역임하였다. 1390년(공양왕 2년) 천추사(千秋使)로 명나라에 다녀와서, 서북면도관찰출척사 겸 병마절도사(西北面都觀察黜陟使兼兵馬節度使)가 되었다.

- 1392년 조선이 건국되자 예문관학사(藝文館學士)로서 주문사(奏聞使)가 되어 명나라에 가서 국호를 조선으로 결정받고 이듬해 돌아왔다. 양광도관찰출척사(楊廣道觀察黜陟使)가 되었다가, 1397년(태조 6년) 경상도관찰사를 거쳐 예문관대학사(藝文館大學士), 예문춘추관 태학사(藝文春秋館太學士)를 지냈다. 중앙과 지방의 관직을 역임하면서 치적을 쌓았다.

<가족>
- 1부인:경주 이씨(사별)-경주 이씨 문하시중 월성부원군(月城府院君)이성림(李成林)
  - 1녀
- 2부인:청풍송씨(淸風宋氏) 송신의의 딸(1남 2녀)
  - 아들-한기(한명회 아버지)
    - 손자: 한명회

1. ↑  정종실록에 의하면